# Anvers (metropolitana di Parigi)
Anvers è una stazione della metropolitana di Parigi situata sulla linea 2, situata al confine tra IX e il XVIII arrondissement.
Prende il nome dalla città di Anversa, in Belgio (Antwerp in lingua fiamminga, Anvers in francese).
È vicina a Montmartre.